# زعفراني (مقاطعة دهلران)
زعفراني (بالفارسية: زعفرانی) هي مستوطنة تقع في قسم سيد ناصرالدين الريفي (مقاطعة دهلران) في إيران. يقدر عدد سكانها بـ 23 نسمة .